# Mosxena
Mosxena (ucraïnès: Мощена), és un petit poble del districte o raion de Kòvel (Ковельський район), a l'óblast de Volínia, Ucraïna. La població és de 581 persones.